# تارلو
تارلو (به هلندی: Taarlo) یک منطقهٔ مسکونی در هلند است که در تینارلو واقع شده‌است. تارلو ۹۰ نفر جمعیت دارد.